# 1. československá fotbalová liga 1956
1. československá fotbalová liga 1956 byl 31. ročník československé fotbalové ligy. Naposledy se hrálo systémem „jaro-podzim“, na jaře ještě jako Přebor republiky, podzimní část byla zahájena pod tradičním názvem I. liga. Nejlepší dvě mužstva jarní části (Dukla Praha a Slovan Bratislava) si vybojovala účast v Středoevropském poháru. V listopadu došlo ke zrušení zařazení vojenských sportovců k ústřednímu domu armády a byla zřízena vojenská tělovýchovna jednota Dukla. Mistrem se tak stal tým, který většinu sezóny odehrál jako ÚDA Praha, jen poslední dva ligové zápasy hrál pod novým názvem Dukla Praha. Nováčky ročníku byly Spartak Hradec Králové a Spartak Košice VSS. Hradečtí „votroci“ se v 1. kole uvedli výhrou 3:0 nad obhájcem titulu Slovanem Bratislava. V napínavém souboji o záchranu pomohla Slavii (tehdy Dynamo Praha) remíza Sparty (tehdy Spartak Praha Sokolovo) na půdě Žiliny, lepší skóre Slavie rozhodlo o tom, že sestoupily dva slovenské týmy.
Tento ročník začal v neděli 11. března 1956 kompletním 1. kolem a skončil v neděli 25. listopadu téhož roku v Hradci Králové zbývajícím utkáním 22. kola mezi Spartakem Hradec Králové a Tatranem Prešov (3:0).

## Konečná tabulka soutěže
| Poř.          | Tým                        | Z  | V  | R | P  | VG | OG | TP  | B  |
| ------------- | -------------------------- | -- | -- | - | -- | -- | -- | --- | -- |
| Zlatá medaile | Dukla Praha                | 22 | 12 | 8 | 2  | 57 | 20 | +37 | 32 |
| 2.            | Slovan Bratislava          | 22 | 10 | 7 | 5  | 37 | 23 | +14 | 27 |
| 3.            | Spartak Praha Sokolovo     | 22 | 11 | 4 | 7  | 50 | 33 | +17 | 26 |
| 4.            | Baník Ostrava              | 22 | 9  | 7 | 6  | 53 | 48 | +5  | 25 |
| 5.            | Červená hviezda Bratislava | 22 | 9  | 7 | 6  | 41 | 38 | +3  | 25 |
| 6.            | Baník Kladno               | 22 | 9  | 4 | 9  | 33 | 25 | +8  | 22 |
| 7.            | Spartak Hradec Králové     | 22 | 9  | 3 | 10 | 30 | 40 | -10 | 21 |
| 8.            | Tatran Prešov              | 22 | 7  | 6 | 9  | 32 | 39 | -7  | 20 |
| 9.            | Spartak Trnava             | 22 | 7  | 4 | 11 | 24 | 41 | -17 | 18 |
| 10.           | Dynamo Praha               | 22 | 6  | 5 | 11 | 35 | 45 | -10 | 17 |
| 11.           | Dynamo Žilina              | 22 | 6  | 5 | 11 | 27 | 46 | -19 | 17 |
| 12.           | Spartak Košice VSS         | 22 | 6  | 2 | 14 | 27 | 48 | -21 | 14 |

## Rekapitulace soutěže
| Československá Fotbalová liga 1956           |                                    |
|                                              |                                    |
| Ocenění                                      |                                    |
| Vítěz                                        | Dukla Praha (2. titul)             |
| Kvalifikace do Evropských pohárů             |                                    |
| Pohár mistrů evropských zemí                 | Dukla Praha                        |
| Středoevropský pohár                         | Dukla Praha Slovan Bratislava      |
| Pohyb v soutěži                              |                                    |
| Sestupující do II. ligy                      | Dynamo Žilina Spartak Košice VSS   |
| Postupující z II. ligy                       | Tankista Praha TJ Rudá hvězda Brno |
| Nejlepší střelec                             |                                    |
| Milan Dvořák – ( Dukla Praha) – 15 gólů      |                                    |
| Miroslav Wiecek – ( Baník Ostrava) – 15 gólů |                                    |

## Nejlepší střelci
| Poř.  | Hráč            | Klub                   | Branky |
| ----- | --------------- | ---------------------- | ------ |
| 1.–2. | Milan Dvořák    | Dukla Praha            | 15     |
| 1.–2. | Miroslav Wiecek | Baník Ostrava          | 15     |
| 3.–4. | Josef Kadraba   | Spartak Praha Sokolovo | 14     |
| 3.–4. | Svatopluk Míček | Baník Ostrava          | 14     |
| 5.    | Jiří Křižák     | Baník Ostrava          | 13     |

## Vývoj v názvech českých a slovenských klubů
| V sezoně 1956 - Dukla Praha - Iskra Žilina Dynamo Žilina Po sezoně 1956 - Tankista Praha Dukla Pardubice - Baník Kladno SONP Kladno |

## Soupisky mužstev

### Dukla Praha
Břetislav Dolejší (12/0/5),
Václav Pavlis (10/0/5) –
Jaroslav Borovička (22/7),
Jiří Čadek (14/0),
Karol Dobay (16/3),
Milan Dvořák (19/14),
Jan Hertl (9/0),
Ladislav Hlaváček (7/3),
Jiří Ječný (16/0),
Josef Masopust (22/3),
Ladislav Novák (18/0),
Svatopluk Pluskal (20/1),
Ladislav Pones (2/0),
Ladislav Přáda (13/11),
František Šafránek (10/9),
Jiří Trnka (7/0),
Ivo Urban (13/0),
Miloš Urban (12/6) –
trenér Karel Kolský

### Slovan Bratislava
Ferdinand Hasoň (1/0/0),
Viliam Schrojf (21/0/10) –
Michal Benedikovič (5/0),
Ivan Benko (3/0),
Pavol Beňa (17/1),
Anton Bíly (21/6),
Mikuláš Čirka (5/0),
Vlastimil Hlavatý (16/6),
Jozef Jajcaj (18/1),
Vojtech Jankovič (21/1),
Július Kováč (17/5),
Jozef Král (1/0),
Alexander Matúšek (1/0),
Pavol Molnár (17/3),
Anton Moravčík (20/10),
Jozef Obert (7/0),
Emil Pažický (11/4),
Viktor Tegelhoff (1/0),
Martin Varga (3/0),
Jozef Vengloš (19/0),
Michal Vičan (17/0) –
trenér Leopold Šťastný

### Spartak Praha Sokolovo
André Houška (20/0/6),
Zdeněk Roček (2/0/0) –
Josef Crha (19/7),
Jiří Hejský (19/3),
Jan Hertl (7/0),
Jiří Hledík (18/0),
Josef Kadraba (17/14),
Ladislav Koubek (3/0),
Tadeáš Kraus (18/5),
Radovan Macek (5/5),
Oldřich Menclík (16/0),
Arnošt Pazdera (21/0),
Miroslav Pergl (3/4),
Vlastimil Preis (3/0),
Zdeněk Procházka (21/1),
Karel Skuček (1/0),
Václav Starý (21/1),
Emil Svoboda (18/8),
Zdeněk Zikán (5/0),
Miroslav Zuzánek (5/0) –
trenéři Erich Srbek

### Baník Ostrava
Jan Benedikt (19/0/3),
Karel Hobšil (3/0/1) –
Zdeněk Crlík (10/0),
František Drga (1/0),
Jiří Křižák (20/13),
Slavomír Kudrnoha (10/0),
Svatopluk Míček (21/14),
Milan Michna (19/0),
Miroslav Mikeska (16/4),
Jaroslav Němčík (1/0),
Jiří Nevrlý (7/0),
Josef Ondračka (20/0),
Ladislav Reček (17/0),
Karel Sedláček (4/2),
Zdeněk Stanczo (12/0),
Josef Sousedík (16/0),
Zdeněk Šajer (7/0),
Josef Vludyka (3/0),
Miroslav Wiecek (22/14),
Vilém Závalský (14/4) –
trenéři Ferenc Szedlacsek

### ČH Bratislava
František Hlavatý (19/0/6),
Štefan Šimončič (3/0/0) –
Milan Balážik (20/5),
Titus Buberník (11/9),
Dezider Cimra (19/4),
Milan Dolinský (20/7),
Kazimír Gajdoš (19/1),
Jozef Gögh (19/0),
Arnošt Hložek (2/0),
Ladislav Kačáni (20/4),
Juraj Kadlec (9/0),
Jaroslav Košnar (14/8),
Božin Laskov (5/1),
Štefan Matlák (1/0),
Pavol Molnár (3/1),
Gustáv Mráz (18/0),
Jiří Tichý (18/1),
Bohdan Ujváry (3/0),
Anton Urban (18/0),
Josef Vojta (1/0) –
trenér Theodor Reimann

### Baník Kladno
Miroslav Čtvrtníček (22/0/8) –
Zdeněk Böhm (3/0),
František Bragagnolo (7/2),
Jan Fábera (22/0),
Vladimír Fous (1/0),
Stanislav Hlusička (3/1),
Václav Hovorka (7/1),
Josef Kozlík (2/0),
Jiří Kuchler (18/3),
Josef Leipner (2/0),
Jindřich Lidický (1/1),
Miroslav Linhart (22/0),
Josef Majer (20/7),
Miloslav Muzikář (5/0),
Karel Němeček (19/7),
Stanislav Pekrt (17/0),
Miroslav Rys (20/0),
Václav Sršeň (19/3),
Antonín Šolc (10/1),
Jaroslav Tesárek (22/7) –
trenér Jaroslav Šimonek

### Spartak Hradec Králové
František Matys (22/0/6) –
Miroslav Andrejsek (18/0),
Karel Dvořák (13/2),
Vlastimil Chobot (13/1),
Jaroslav Kosina (1/0),
Zdeněk Krejčí (22/0),
Zdeněk Macek (19/6),
Karel Mach (20/0),
František Malík (15/3),
Miroslav Michálek (4/0),
Zdeněk Pičman (21/7),
Miroslav Reif (4/2),
František Šindelář (20/4),
Luboš Štěrba (22/0),
Oldřich Šubrt (21/3),
Jiří Vlasák (7/1) –
trenér Josef Ludl

### Tatran Prešov
Alois Večerka (21/0/6),
Gejza Vrabeľ (1/0/0) –
Eduard Ciulis (1/0),
Jozef Eliášek (16/0),
Jozef Ferenc (18/5),
Ján Feriančík (7/0),
Ján Karel (22/0),
Karol Košúth (1/0),
František Kušnír (10/0),
Belo Malaga (11/0),
Ladislav Pavlovič (19/13),
Rudolf Pavlovič (22/3),
Karol Petroš (20/6),
Ján Sabol (19/0),
František Semeši (22/2),
Gejza Šimanský (20/3),
Ivan Valášek (2/0),
Anton Varga (3/0),
Rudolf Zibrínyi (7/0) –
trenér Jozef Karel

### Spartak Trnava
Jozef Medovič (2/0/0),
Imrich Stacho (20/1/5) –
Štefan Deglovič (10/0),
Štefan Demovič (10/0),
Karol Fako (7/0),
Štefan Ištvanovič (15/0),
Viliam Jakubčík (20/7),
Stanislav Jarábek (11/0),
Jozef Kalivoda (4/2),
Ján Klein (11/0),
Vladimír Kopanický (11/1),
Alexander Lančarič (3/0),
Anton Malatinský (8/1),
Štefan Pšenko (22/0),
Štefan Slanina (22/0),
Štefan Slezák (9/0),
Ján Šturdík (22/4),
Valerián Švec (8/0),
Karol Tibenský (22/7),
Dezider Zaťko (5/0) –
trenéři Anton Malatinský (hrající) a Karol Fekete

### Dynamo Praha
Alois Jonák (21/0/2),
Emil Kabíček (1/0/0) –
Ján Andrejkovič (20/0),
František Fiktus (8/0),
Ota Hemele (20/6),
Jiří Hildebrandt (21/0),
Stanislav Hlaváček (16/2),
Václav Hovorka (10/1),
Ladislav Hubálek (11/4),
František Ipser (9/0),
Jaroslav Jareš (19/6),
Stanislav Kocourek (20/0),
Bedřich Köhler (2/0),
Jan Lála (6/0),
František Morávek (1/1),
Karel Nepomucký (7/2),
Jiří Pešek (22/11),
Ladislav Svoboda (4/0),
Miloš Štádler (19/2),
Bohumil Trubač (5/0) –
trenéři Josef Bican (1.–17. kolo), Emil Seifert (18. a 19. kolo) a Antonín Rýgr (20.–22. kolo)

### Dynamo Žilina
Pavel Belluš (9/0/2),
Ján Danko (5/0/0),
Theodor Reimann (6/0/2),
... Vendrák (2/0/0) –
... Babík (5/0),
Gustáv Bánovec (4/0),
Július Dávid (11/4),
Rudolf Ducký (10/0),
Igor Fillo (18/10),
Eduard Hančin (19/6),
Pavol Majerčík (5/1),
Juraj Kadlec (9/0),
Anton Kopčan (22/2),
Milan Mravec (7/1),
... Pagáč (16/2),
Milan Rovňan (1/0),
Ján Saga (11/0),
Emil Stalmašek (15/1),
Jozef Šalamon (3/0),
Jozef Šátek (1/0),
Ladislav Šmárik (22/0),
Boris Timkanič (20/0),
Ján Urbanič (13/0),
... Vavrík (8/0) –
trenéři Alexander Bartosiewicz

### Spartak Košice VSS
Jozef Bobok (17/0/2),
Sáva Prošek (5/0/0) –
Titus Buberník (11/3),
Ján Czeszciczky (7/0),
Vojtech Čiták (16/5),
Július Dávid (3/1),
Alexander Felszeghy (19/0),
Ján Gajdoš (19/3),
Jozef Gašparík (7/0),
Július Kánássy (17/2),
Ladislav Kozák (6/1),
Ladislav Labodič (17/0),
Viliam Lenárt (3/0),
Michal Pavlík (10/0),
Ján Polgár (17/4),
František Samuelčík (22/0),
Vojtech Skyva (13/1),
Jozef Schwarz (11/3),
Jiří Trnka (9/3),
Viktor Vargovčík (1/0),
Július Vaško (3/1),
Rudolf Zibrínyi (9/1) –
trenér Jozef Steiner